# Feira Internacional de Luanda

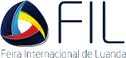
Logo der FIL

Die Feira Internacional de Luanda (FIL) ist eine jährlich stattfindende Konsumgütermesse in Luanda, der Hauptstadt von Angola. Das Gelände wird von der FIL (Feira Internacional de Luanda) an der östlichen Ausfallstraße nach Viana im Stadtviertel Palanca zur Verfügung gestellt. Die Expo Angola S.A. und die AIA - Associação Industrial de Angola sind die Messegesellschaften.
Seit 1983 gibt es die FIL. Sie ist die wichtigste Messe Angolas, auf der alle bedeutenden nationalen und internationalen Unternehmen vertreten sind. Sowohl Investitionsgüter wie Landmaschinen, Baumaschinen und Industrieausrüstungen als auch Konsumgüter wie Möbel, Haushaltsgeräte, Werkzeuge und Lebensmittel gehören jedes Jahr zu den Ausstellungsgütern der Messe. Sie wird stets von großem politischen und medialen Interesse begleitet.
Im Jahr 2010 nahmen 703 Aussteller, davon 2/3 aus dem Ausland, teil. Es kamen 40.000 Besucher.
Die Ausstellungsfläche beträgt 30 Hektar.